# سرپوخوف
شهر سرپوخوف (به روسی: Серпухов) در کشور روسیه و در اوبلاست مسکو واقع شده‌است.